# Lubinowo (gmina Płaska)
Lubinowo (lit. Lubinovas) – osada w Polsce położona w województwie podlaskim, w powiecie augustowskim, w gminie Płaska. 
Wieś jest częścią składową sołectwa Rudawka na obszarze Puszczy Augustowskiej.
W latach 1975–1998 miejscowość należała administracyjnie do województwa suwalskiego.